# DIMM

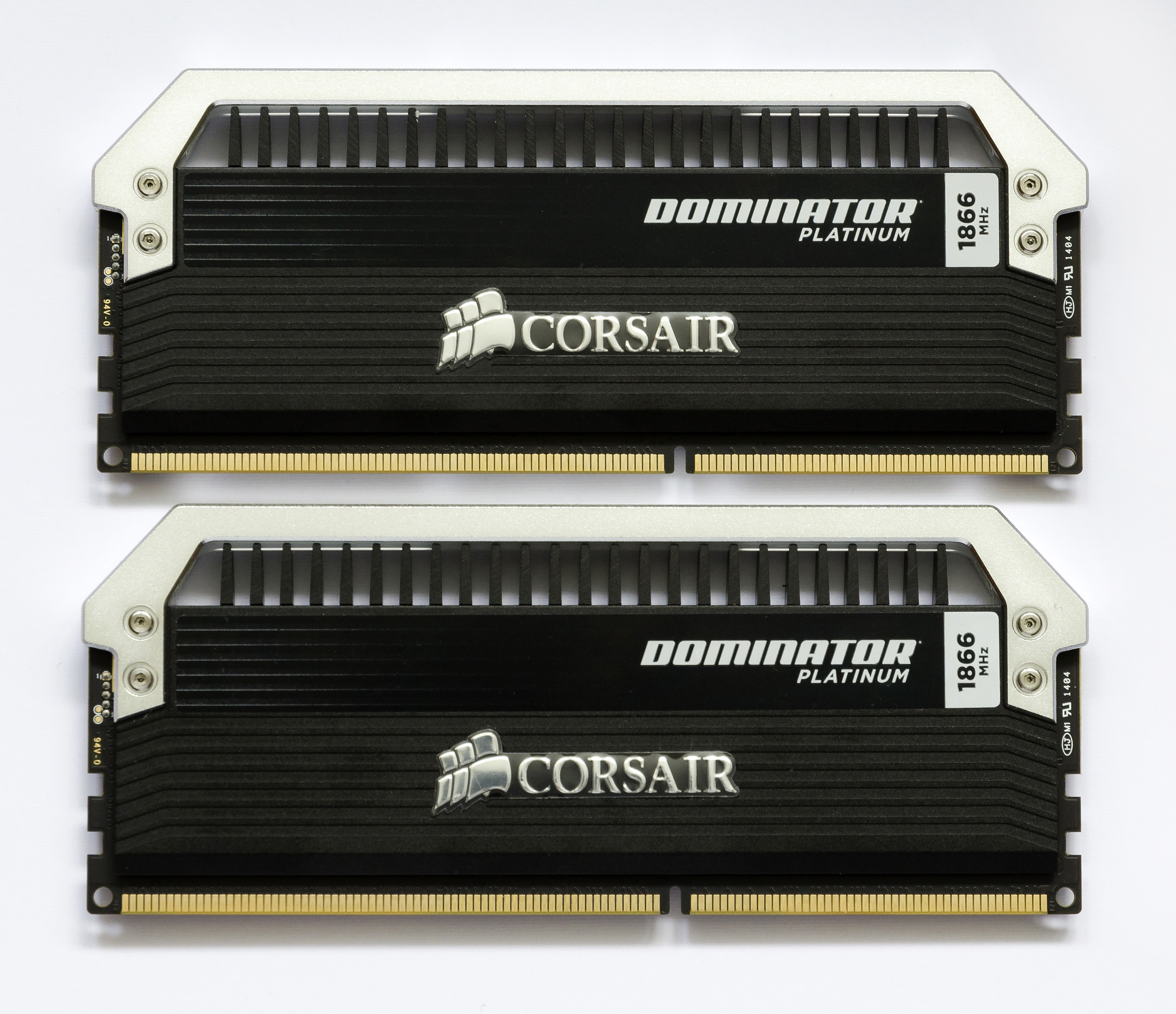
DDR3 SDRAM DIMM

DIMM (ang. Dual In-Line Memory Module) – szereg standardów modułów pamięci RAM, w których styki złącza krawędziowego modułu znajdują się po obu stronach płytki drukowanej. Wcześniej stosowane moduły miały styki tylko z jednej strony i były oznaczane jako SIMM.
Miniaturowe moduły DIMM oznaczane są przez SO-DIMM.
Wraz ze zmianą stosowanych układów pamięci zmieniała się liczba styków modułu oraz miejsca wcięć (kluczy) zapobiegając włożeniu nieodpowiedniego modułu do gniazda.
Najpopularniejsze typy DIMM to:

Porównanie pozycji wcięcia w różnych wariantach DIMM

- 72-pinowe, stosowane w SO-DIMM (32 bitowe)
- 144-pinowe, stosowane w SO-DIMM (64 bitowe)
- 168-pinowe, stosowane w SDR SDRAM
- 184-pinowe, stosowane w DDR SDRAM
- 240-pinowe, stosowane w DDR2 SDRAM
- 240-pinowe, stosowane w DDR3 SDRAM
- 288-pinowe, stosowane w DDR4 SDRAM
- 288-pinowe, stosowane w DDR5 SDRAM